# Aglais costadivisa
Aglais costadivisa är en fjärilsart som beskrevs av Groenendijk 1966. Aglais costadivisa ingår i släktet Aglais och familjen praktfjärilar. Inga underarter finns listade i Catalogue of Life.